# 念仏の鉄
念仏の鉄（ねんぶつのてつ）は必殺シリーズに登場する、山﨑努演じる架空の人物。原作を持たないテレビ番組オリジナルのキャラクターで必殺シリーズ前期の代表的なキャラクターの一人である。

## キャラクター

### 表稼業
江戸の観音長屋で按摩を営む坊主頭の破戒僧。上州出身。
元は宗慶寺の僧侶であったが、檀家の人妻と肉体関係を持ったために女犯の罪となり、佐渡へ流される。この時、同心見習いとして佐渡金山に勤めていた中村主水（藤田まこと）と知り合う。怪我人の絶えない金山での過酷な流刑生活から骨接ぎの技術を我流で会得した。
仕置人本編の2年前に御赦免となり、江戸へ流れる。その後は習得した技術を生かして、観音長屋で接骨医を営みながら酒と女に明け暮れる、その日暮らしの生活を送っていた。主水とは江戸で再会してから つるむようになったと思われ、旧仕置人では一緒に釣りに行ったり、酒を飲みに行ったりしている様子が見られる。
遊郭遊びにたけており遊女らにはめっぽう優しいが、利害が絡むと抱いた女ですら突き放すなど、冷徹でドライな面もたまに見られる。子供や年寄りには無料で治療を行うなど心優しい。新仕置人では子供に優しく接する様子や涙もろい一面を見せたりと、より人間味溢れる性格となった。また、表家業は腕が良いとそれなりに評判のようで治療客がよく訪れている。新仕置人では真面目に治療を行う様子はあまり見られなくなるが、出張で按摩を行うこともあり、主水の治療のために中村家にも訪れている(新仕置人第13話)。
無類の女好きな性格は変わらず、その性格が災いして未成年や人妻に手を出して捕まったり、事件に巻き込まれたりしたことがあった。
金遣いも荒く、仕置の前に女遊びで二十両を使い果たすこともあり、その荒さ故に仲間から借金をすることが多く、支払いが出来ないことで付け馬に付けられたり、布団蒸しにされたりすることがあった。
塩豆などの豆菓子が好物であり、特に落花生は大好物のようでアジトに常備していたり、着物の袂に入れていたりと至る所で食べている様子が見られる。新仕置人になると生卵をそのまま飲んでいたり、殻に小さな穴を開けて吸っていたりする様子も見られる。また、料理の腕には自信があるのかないのか、近所の若い娘たちを集めて「念仏流秘伝 味噌の寄せ鍋」を振る舞ったりしている（仕置人 第4話）。
服装は、旧仕置人の時は赤の長襦袢に青系・黒の着物、茶色の羽織などバリエーションがみられたが、新仕置人では赤の長襦袢に黒の着物、第7話からは右耳にピアス(左耳の回も)、二つのブレスレットを着けた姿となり、以後はこの格好が鉄のトレードマークとなる。
新仕置人後半では、鉄を演じた山崎努のスケジュールの関係で台詞が少なくなり、巳代松の金をちょろまかしたり、正八の商売の邪魔をするようなストーリーに深く関わらない登場のみの回が多くなった。

### 裏稼業
晴らせぬ恨みを金銭で晴らす殺し屋。仕置人グループのリーダー格として、殺しの立案と実行を行う。観音長屋に居を構えていた棺桶の錠（沖雅也）が持ち込んだ事件をきっかけに北町奉行所の定町廻り同心となっていた主水、鉄砲玉のおきん（野川由美子）、おひろめの半次（津坂匡章）とともに金を貰って悪を闇に葬る「仕置人」となる。
仕置人の存在が奉行所に発覚した後は江戸を去り姿を消していたが4年後、江戸に再び舞い戻り、鋳掛屋の巳代松（中村嘉葎雄）、絵草子屋の正八（火野正平）、女掏摸（スリ）のおてい（中尾ミエ）とともに元締・虎（藤村富美男）が主宰する仕置人組織　寅の会の一員となる。ある時、寅の会で主水の仕置の依頼が取り上げられたことをきっかけに主水と再会。主水と再び組んで裏稼業を行うこととなる（第10作『新・必殺仕置人』）。
寅の会加入後、かつての非情さは徐々に影を潜め、関わりを持った子どもや娘への情に流されることも多くなる。また、「一ヶ月殺しをしねぇと、世の中 靄がかったようになる」「殺しは癖であり止められない」と語り、暗殺行為そのものに快楽を感じるようになった。新仕置人では仕置をする際に主に潜入目的で変装することが多くなり、中には遊びでやっている様にしか思えないものもある
仕置そのものに快楽を感じるようになり、安値でも依頼を引き受ける一方で、寅の会以外での所謂、外道仕置はいかなる場合でも行わず、仲間が元締虎・死神を批判したときは「甘く見るな」と庇う発言をすることから、寅の会の掟に対する忠誠心と義理堅さは相当なものであると思われる。
新仕置人最終話では、辰蔵(佐藤慶)の寅の会乗っ取りに反抗した際に辰蔵一味に捕らえられ、武器の右手を真っ黒に焼かれてしまうが、無事辰蔵を自らの手で仕置、この際に負った傷が致命傷となり、その後向かった女郎屋で馴染みの女郎と床入りした後、命を落とす。

### 骨外し術・殺し技
殺し技は骨外し。骨接ぎで得た人体骨格の知識を元に相手の腰骨や喉を指先で破壊して死に至らしめる。殺しの際はレントゲンの映像に切り替わり、骨が折れたり外れたりする描写が成される。武器や道具（または小道具など）を一切使わず、素手で行い、頑丈に鍛えた指先の力は相当で屋内の木の壁を突き破ることも可能。人体の構造を把握しているため、殺さずに半身不随にしたり、声を出せないようにすることも可能で生き地獄を味わわせることがあった。また、ごく稀に紐などの小道具を利用することもある。自身の骨を外すことも可能であり、骨外し術を利用して縄や小さな穴から抜け出すことも可能である。
放送前は「三本指殺法」として宣伝され、右手の人差し指、中指、薬指を使うことになっていたが実際には人差し指と中指を使っている。右手の人差し指、中指、薬指での殺しは舞台劇『必殺仕事人』で、誠直也が演じた際に披露している。
後の”その後の鉄の登場”欄で記述されているセガサターン版では、骨外しに加えて、長い旅で習得したという「念力波」を使用することができ、離れた場所の敵も攻撃することが可能である。

## 中村主水との関係
主水とは裏稼業以前からの付き合いもあり、年齢・性格・裏稼業の経験的にも最も釣り合いが取れた関係で、ファンからは『ゴールデンコンビ』『実質的な相棒』などと言われることもある。表裏関係なく互いに小突き合う程、対等な付き合いをしており、鉄と組んでいる際は主水は参謀役としてサポートに回ることもある。実戦でどちらも戦う際には、まさに『ゴールデンコンビ』という息の合った連携を見せており、互いの殺し技を連携させて標的２人を一気に仕留めたこともあった（（新仕置人第30話「夢想無用」）。鉄も主水の参謀としての能力は評価しているようで、稀に「単にめんどくさい」という理由や主水の職務上の関係から仕置の段取りを主水に丸投げすることもある。
プライベートでは、女が連れてきた子供が鉄と主水どちらの子供なのかということで揉めたり、多くの殺し屋仲間が主水を「八丁堀」と呼ぶのに対して、鉄は親しげに「主水」と呼び捨てにしたりと数多くの仲良しエピソードがみられる。
また、仕置に関する主水の行動から、主水に裏切られたと誤解した鉄・巳代松らが主水を仕置しようとしたこともあり、この際、鉄は主水にトドメを刺そうとする巳代松を止め、「こいつとは古い馴染みだ…。殺るのは俺しかいねぇよ。」と発言しており、この発言からも主水に対する信頼が窺える。（新仕置人第8話「裏切無用」）

## その後の鉄の登場
新仕置人の最終回で明確に死亡した鉄であったが人気が高く、制作スタッフは鉄を復活させようと何度も企画するものの、演じる山崎自身が「同じ役を演じるのは飽きた」と出演を断ったことで実現には至らなかった。
1982年、『必殺仕事人III』に先立って放映された必殺スペシャル『仕事人大集合』の企画段階では鉄を復活させて、ゲスト出演させるという案が持ち上がっていたが山崎が出演に消極的だったために交渉は失敗。棺桶の錠と知らぬ顔の半兵衛（緒形拳）が再登場することになった。
1985年、『必殺仕事人V・激闘編』制作の際にも復活案が浮上するがこれも固辞されたため、新キャラクターとして、同じく指による急所砕きの技を使用する壱（柴俊夫）を登場させた経緯がある。以後は再登場は実現せず、現在に至る。
本編での再登板は叶わなかったが舞台版の『必殺仕事人』では誠直也が鉄を演じており、誠は必殺スペシャル『必殺スペシャル・春 勢ぞろい仕事人! 春雨じゃ、悪人退治』で別のキャラクターではあるが鉄や壱に似た素手の怪力技を使った。
バラエティー番組の「必殺」のパロディーや、その他の媒体では本編では共演したことが無い、必殺後期の代表キャラの飾り職人の秀（三田村邦彦）、三味線屋の勇次（中条きよし）と組む機会が多く、1990年にバンプレストから発売された、ファミコン用ゲーム ソフト「必殺仕事人」、1996年にバンダイビジュアルから発売された、セガサターン用ゲーム ソフト「必殺!」や2007年4月に京楽産業.から発売されたパチンコ機「CRぱちんこ必殺仕事人III」にも登場しており、タイトルが「仕事人」でない番組から「仕事人」のゲームやパチンコに多く登場している。

## 出演作品

### TVシリーズ
- 必殺仕置人（1973年）
- 新・必殺仕置人（1977年）

### 舞台
- 必殺仕事人（演じたのは誠直也）

### パチンコ機
- CR必殺仕事人（2001年）
- CRぱちんこ必殺仕事人III（2007年）
- CRぱちんこ必殺仕事人III桜バージョン（2008年）
- CRAぱちんこ必殺仕事人III 祭バージョン（2009年）
- CRAぱちんこ必殺仕事人III竜バージョン（2010年）
- CRぱちんこ必殺仕事人V (2017年)
- CRぱちんこ必殺仕事人V 豪剣 (2017年)
- Pぱちんこ必殺仕事人 総出陣 (2019年)
- ぱちんこ 新・必殺仕置人 (2019年)
- ぱちんこ 新・必殺仕置人TURBO GORAKU Version (2020年)
- ぱちんこ 新・必殺仕置人TURBO (2020年)
- ぱちんこ 新・必殺仕置人S (2023年)

## 解説
初登場は『必殺仕置人』。必殺シリーズ第1作『必殺仕掛人』の主人公 藤枝梅安（緒形拳）をモチーフに作られたキャラクターである。坊主頭の接骨師で家族を持たず、気ままな独り暮らしを送っているという設定から梅安の「二匹目のどじょう」を狙っていたことが窺える。
鉄は自己中心的な快楽主義者という梅安にはなかった怪人的な一面を持ち合わせており、享楽的な人生を謳歌している。『新・必殺仕置人』でシリーズに復帰。同作の最終回で命を落とした。鉄の再登場に辺り、山崎は「一度演じた役は再び やらない」という強い信念を持っていたが、制作スタッフの説得に負けてしまったというエピソードがある。
破戒僧であるため、劇中は頭を丸めた坊主であるが山崎努がテレビドラマ『祭ばやしが聞こえる』（日本テレビ）の出演が決まったため、第23話以降は頭髪を伸ばして登場するようになった。
2007年8月7日、『笑っていいとも!』（フジテレビ）の「テレフォンショッキング」に京本政樹が出演した際は「ぱちんこ必殺仕事人」シリーズのポスターを後ろに貼って貰い、京本がポスターの端の鉄の写真について「あの坊主、誰かわかりますか?」と聞いたところ、タモリも観客も分からなかった様子で京本は「山崎努さんです。本当は『仕置人』なんですけど、30年前です」と説明していた。

## 裏話
- 『新・仕置人』に於ける鉄は『仕置人』同様に主人公であるが、演者の山崎は本編のクレジット タイトルでは最後尾（トメ）に記載されており、主演扱いではない。ただし、そのクレジットは起こしタイトル[4]となっている[5]。これは制作段階で、主水役の藤田がトメに再び回されることに抗議をしたためであり、藤田の対応に苦慮していた制作スタッフが山崎と藤田に交渉して順序を入れ替えたと言われている。詳しくはこちらを参照。